# Fußball-Niedersachsenliga 1996/97
Die Niedersachsenliga 1996/97 war die 48. Spielzeit der höchsten Amateurklasse im Niedersächsischen Fußballverband. Sie war eine Ebene unterhalb der viertklassigen Oberliga Niedersachsen/Bremen angesiedelt und wurde in zwei Staffeln ausgetragen. Sieger wurde die SVG Einbeck.

## Staffel Ost
Die Staffel Ost umfasste die Mannschaften aus den Bezirken Lüneburg und Braunschweig.

### Vereine
Im Vergleich zur Saison 1995/96 war keine Mannschaft aus der Oberliga Niedersachsen/Bremen abgestiegen, während der Wolfenbütteler SV und der SSV Vorsfelde aufgestiegen waren. Die drei Absteiger hatten die Liga verlassen und wurden durch die fünf Aufsteiger SVG Einbeck, SC Weende, TSV Wendezelle, TSV Gut-Heil Basseb und MTV Soltau ersetzt.
| Verein                    | Stadt             | Landkreis            | Qualifikation                              |
| ------------------------- | ----------------- | -------------------- | ------------------------------------------ |
| Rotenburger SV            | Rotenburg (Wümme) | Rotenburg (Wümme)    | 3. Platz 1995/96                           |
| VfL Wolfsburg Amateure    | Wolfsburg         |                      | 4. Platz 1995/96                           |
| MTV Gifhorn               | Gifhorn           | Gifhorn              | 5. Platz 1995/96                           |
| Eintracht Braunschweig II | Braunschweig      |                      | 6. Platz 1995/96                           |
| Goslarer SC 08            | Goslar            | Goslar               | 7. Platz 1995/96                           |
| Germania Walsrode         | Walsrode          | Soltau-Fallingbostel | 8. Platz 1995/96                           |
| VfR Osterode 08           | Osterode am Harz  | Osterode am Harz     | 9. Platz 1995/96                           |
| Sportfreunde Salzgitter   | Salzgitter        |                      | 10. Platz 1995/96                          |
| TuS Güldenstern Stade     | Stade             | Stade                | 11. Platz 1995/96                          |
| FC Grone                  | Göttingen         | Göttingen            | 12. Platz 1995/96                          |
| TuS Heeslingen            | Heeslingen        | Rotenburg (Wümme)    | 13. Platz 1995/96                          |
| TSV Gut-Heil Bassen       | Oyten             | Verden               | Aufsteiger aus der Landesliga Lüneburg     |
| MTV Soltau                | Soltau            | Soltau-Fallingbostel | Aufsteiger aus der Landesliga Lüneburg     |
| TSV Wendezelle            | Wendeburg         | Peine                | Aufsteiger aus der Landesliga Braunschweig |
| SVG Einbeck               | Einbeck           | Northeim             | Aufsteiger aus der Landesliga Braunschweig |
| SC Weende                 | Göttingen         | Göttingen            | Aufsteiger aus der Braunschweig            |

### Saisonverlauf
Den Staffelsieg und damit den Aufstieg in die Oberliga Niedersachsen/Bremen sicherte sich die SVG Einbeck. Als Zweitplatzierter qualifizierte sich der Rotenburger SV für die Aufstiegsrunde und konnte sich dort durchsetzen. Die Mannschaften auf den drei letzten Plätzen mussten absteigen.

### Tabelle
| Pl.               | Verein                    | Sp. | S  | U | N  | Tore    | Diff. | Punkte |
| ----------------- | ------------------------- | --- | -- | - | -- | ------- | ----- | ------ |
| 1.                | SVG Einbeck (N)           | 30  | 20 | 6 | 4  | 064:320 | +32   | 66     |
| 2.                | Rotenburger SV            | 30  | 20 | 3 | 7  | 091:400 | +51   | 63     |
| 3.                | MTV Gifhorn               | 30  | 14 | 9 | 7  | 063:440 | +19   | 51     |
| 4.                | SC Weende (N)             | 30  | 15 | 5 | 10 | 063:400 | +23   | 50     |
| 5.                | VfR Osterode 08           | 30  | 14 | 8 | 8  | 054:440 | +10   | 50     |
| 6.                | VfL Wolfsburg Amateure    | 30  | 13 | 9 | 8  | 072:430 | +29   | 48     |
| 7.                | TuS Güldenstern Stade     | 30  | 13 | 9 | 8  | 044:380 | +6    | 48     |
| 8.                | Sportfreunde Salzgitter   | 30  | 13 | 7 | 10 | 061:720 | −11   | 46     |
| 9.                | TuS Heeslingen            | 30  | 13 | 6 | 11 | 060:530 | +7    | 45     |
| 10.               | TSV Wendezelle (N)        | 30  | 9  | 9 | 12 | 039:430 | −4    | 36     |
| 11.               | Eintracht Braunschweig II | 30  | 10 | 6 | 14 | 041:490 | −8    | 36     |
| 12.               | Goslarer SC 08            | 30  | 9  | 8 | 13 | 047:690 | −22   | 35     |
| 13.               | Germania Walsrode         | 30  | 8  | 9 | 13 | 057:620 | −5    | 33     |
| 14.               | FC Grone                  | 30  | 5  | 8 | 17 | 039:660 | −27   | 23     |
| 15.               | TSV Gut-Heil Bassen (N)   | 30  | 4  | 5 | 21 | 033:790 | −46   | 17     |
| 16.               | MTV Soltau (N)            | 30  | 4  | 5 | 21 | 034:880 | −54   | 17     |
| Stand: Saisonende |                           |     |    |   |    |         |       |        |

| (A) | Absteiger aus der Oberliga Niedersachsen/Bremen 1995/96 |
| (N) | Aufsteiger aus der Landesliga Niedersachsen 1995/96     |

## Staffel West
Die Staffel West umfasste die Mannschaften aus den Bezirken Hannover und Weser-Ems.

### Vereine
Im Vergleich zur Saison 1995/96 war TuS Esens aus der Oberliga Niedersachsen/Bremen abgestiegen, während Concordia Ihrhove aufgestiegen war. Die drei Absteiger hatten die Liga verlassen und wurden durch die drei Aufsteiger DJK Sparta Werlte, Niedersachsen Döhren und SV Holthausen-Biene ersetzt.
| Verein                 | Stadt             | Landkreis           | Qualifikation                                   |
| ---------------------- | ----------------- | ------------------- | ----------------------------------------------- |
| TuS Esens              | Esens             | Wittmund            | Absteiger aus der Oberliga Niedersachsen/Bremen |
| SC Langenhagen         | Langenhagen       | Hannover            | 2. Platz 1995/96                                |
| Hannoverscher SC       | Hannover          |                     | 3. Platz 1995/96                                |
| Sportfreunde Oesede    | Georgsmarienhütte | Osnabrück           | 4. Platz 1995/96                                |
| FC Schüttorf 09        | Schüttorf         | Grafschaft Bentheim | 5. Platz 1995/96                                |
| SC Spelle-Venhaus      | Spelle            | Emsland             | 6. Platz 1995/96                                |
| TuS Bersenbrück        | Bersenbrück       | Osnabrück           | 7. Platz 1995/96                                |
| VfL Germania Leer      | Leer              | Leer                | 8. Platz 1995/96                                |
| SV Bad Rothenfelde     | Bad Rothenfelde   | Osnabrück           | 9. Platz 1995/96                                |
| VfV Hildesheim         | Hildesheim        | Hildesheim          | 10. Platz 1995/96                               |
| SV Damla Genç Hannover | Hannover          |                     | 11. Platz 1995/96                               |
| VfL Bückeburg          | Bückeburg         | Schaumburg          | 12. Platz 1995/96                               |
| SpVgg Preußen Hameln   | Hameln            | Hameln-Pyrmont      | 13. Platz 1995/96                               |
| Niedersachsen Döhren   | Hannover          |                     | Aufsteiger aus der Landesliga Hannover          |
| DJK Sparta Werlte      | Werlte            | Emsland             | Aufsteiger aus der Landesliga Weser-Ems         |
| SV Holthausen-Biene    | Lingen (Ems)      | Emsland             | Aufsteiger aus der Landesliga Weser-Ems         |

### Saisonverlauf
Den Staffelsieg und damit den Aufstieg in die Oberliga Niedersachsen/Bremen sicherte sich der FC Schüttorf 09. Als Zweitplatzierter durfte der SC Langenhagen an der Aufstiegsrunde teilnehmen, konnte sich dort aber nicht durchsetzen. Die Mannschaften auf den drei letzten Plätzen mussten absteigen.

### Tabelle
| Pl.               | Verein                   | Sp. | S  | U  | N  | Tore    | Diff. | Punkte |
| ----------------- | ------------------------ | --- | -- | -- | -- | ------- | ----- | ------ |
| 1.                | FC Schüttorf 09          | 30  | 21 | 4  | 5  | 081:330 | +48   | 67     |
| 2.                | SC Langenhagen           | 30  | 19 | 7  | 4  | 062:280 | +34   | 64     |
| 3.                | VfV Hildesheim           | 30  | 17 | 10 | 3  | 068:250 | +43   | 61     |
| 4.                | SV Damla Genç Hannover   | 30  | 17 | 7  | 6  | 069:370 | +32   | 58     |
| 5.                | TuS Bersenbrück          | 30  | 16 | 6  | 8  | 067:430 | +24   | 54     |
| 6.                | SV Bad Rothenfelde       | 30  | 13 | 8  | 9  | 056:440 | +12   | 47     |
| 7.                | DJK Sparta Werlte (N)    | 30  | 13 | 7  | 10 | 060:530 | +7    | 46     |
| 8.                | SC Spelle-Venhaus        | 30  | 11 | 6  | 13 | 070:600 | +10   | 39     |
| 9.                | Hannoverscher SC         | 30  | 9  | 7  | 14 | 035:490 | −14   | 34     |
| 10.               | Niedersachsen Döhren (N) | 30  | 10 | 4  | 16 | 041:590 | −18   | 34     |
| 11.               | SpVgg Preußen Hameln     | 30  | 8  | 9  | 13 | 052:630 | −11   | 33     |
| 12.               | TuS Esens (A)            | 30  | 7  | 10 | 13 | 043:500 | −7    | 31     |
| 13.               | SV Holthausen-Biene (N)  | 30  | 8  | 7  | 15 | 041:670 | −26   | 31     |
| 14.               | VfL Bückeburg            | 30  | 7  | 6  | 17 | 047:790 | −32   | 27     |
| 15.               | VfL Germania Leer        | 30  | 6  | 8  | 16 | 041:550 | −14   | 26     |
| 16.               | Sportfreunde Oesede      | 30  | 2  | 6  | 22 | 025:113 | −88   | 12     |
| Stand: Saisonende |                          |     |    |    |    |         |       |        |

| (A) | Absteiger aus der Oberliga Niedersachsen/Bremen 1995/96 |
| (N) | Aufsteiger aus der Landesliga Niedersachsen 1995/96     |

## Endspiel um die Meisterschaft
Das Endspiel um die Niedersachsenmeisterschaft fand am 8. Juni 1997 in Barsinghausen statt.
|                                  | Ergebnis  |                                       |
| -------------------------------- | --------- | ------------------------------------- |
| SVG Einbeck (Meister Gruppe Ost) | 4:3 (3:1) | FC Schüttorf 09 (Meister Gruppe West) |

## Aufstiegsspiele zur Verbandsliga

### West
Am 7. Juni 1997 ermittelten die Vizemeister der Landesligen Weser-Ems und Hannover in Gesmold einen Aufsteiger zur Verbandsliga West.
|                                                      | Ergebnis  |                                                             |
| ---------------------------------------------------- | --------- | ----------------------------------------------------------- |
| Vorwärts Nordhorn (Vizemeister Landesliga Weser-Ems) | 3:1 (1:0) | SSG Halvestorf/Herkendorf (Vizemeister Landesliga Hannover) |

### Ost
Am 7. Juni 1997 ermittelten die Dritten der Landesligen Braunschweig und Lüneburg in Nienhagen einen Aufsteiger zur Verbandsliga West.
|                                                   | Ergebnis  |                                                |
| ------------------------------------------------- | --------- | ---------------------------------------------- |
| FT Braunschweig (Dritter Landesliga Braunschweig) | 4:1 n. V. | Lüneburger SK II (Dritter Landesliga Lüneburg) |